# Koszykarski Klub Sportowy Siarka Tarnobrzeg
Il K.K.S. Siarka Tarnobrzeg è una società cestistica avente sede a Tarnobrzeg, in Polonia. Fondata nel 2002, gioca nel campionato polacco.